# Traubenkräuter
Die Traubenkräuter oder Ambrosien (Ambrosia) bilden eine Pflanzengattung innerhalb der Familie der Korbblütler (Asteraceae). Die über 40 Arten sind überwiegend in den gemäßigten, subtropischen bis tropischen Gebieten der Neuen Welt verbreitet. Drei Arten sind fast weltweit Neophyten.
Einzelne Arten der Gattung Ambrosia verwildern leicht, breiten sich sehr effizient und invasiv aus und sind schwer auszurotten (daher der Gattungsname). Einige Arten verursachen vielfältige Schäden für Gesundheit, Natur und Wirtschaft.

## Beschreibung

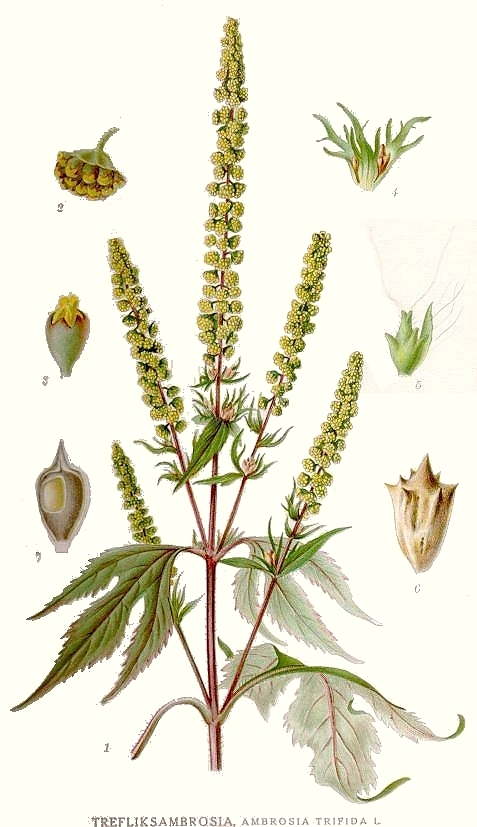
Illustration des Dreiblättrigen Traubenkrautes (Ambrosia trifida) aus Bilder ur Nordens Flora

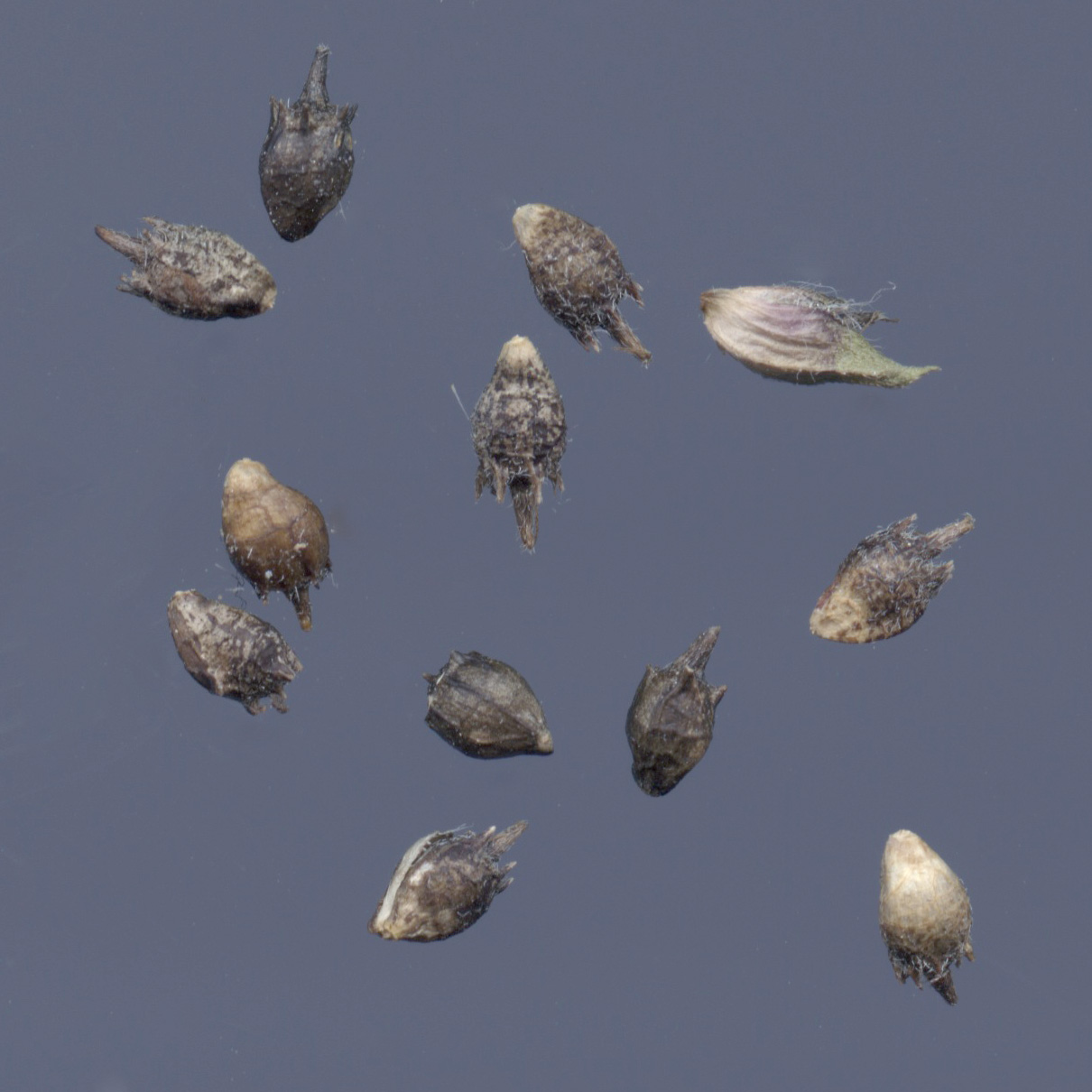
Achänen des Beifußblättrigen Traubenkrautes (Ambrosia artemisiifolia)

### Vegetative Merkmale
Ambrosia-Arten sind einjährige bis ausdauernde krautige Pflanzen oder Sträucher, die Wuchshöhen von 10 bis über 400 Zentimeter erreichen. Meist bilden sie Rhizome. Die Stängel sind meist aufrecht, seltener niederliegend, oft sind sie verzweigt. Die Blätter sind sehr vielgestaltig. Die wechsel- oder gegenständigen Laubblätter sind gestielt oder ungestielt. Die Blattspreiten sind einfach bis gefiedert. Die Blattränder sind glatt bis gezähnt.

### Generative Merkmale
Ambrosia-Arten sind meist einhäusig getrenntgeschlechtig (monözisch). In verzweigten Blütenständen stehen viele meist eingeschlechtige, körbchenförmige Teilblütenstände zusammen. Die Körbchenböden sind diskusförmig.
Die oft schwarzen Achänen besitzen keinen Pappus.

## Verbreitung und Invasive Arten
Drei Arten sind fast weltweit Neophyten. In Europa kommen insbesondere das als hochallergen bekannte Beifußblättrige Traubenkraut (Ambrosia artemisiifolia) sowie seltener das Dreiblättrige Traubenkraut (Ambrosia trifida) und das Ausdauernde Traubenkraut (Ambrosia psilostachya) als Neophyten vor. In Europa erfolgt die Ausbreitung meist durch verunreinigtes Vogelfutter, Samenmischungen, Getreide und anderes Saatgut.

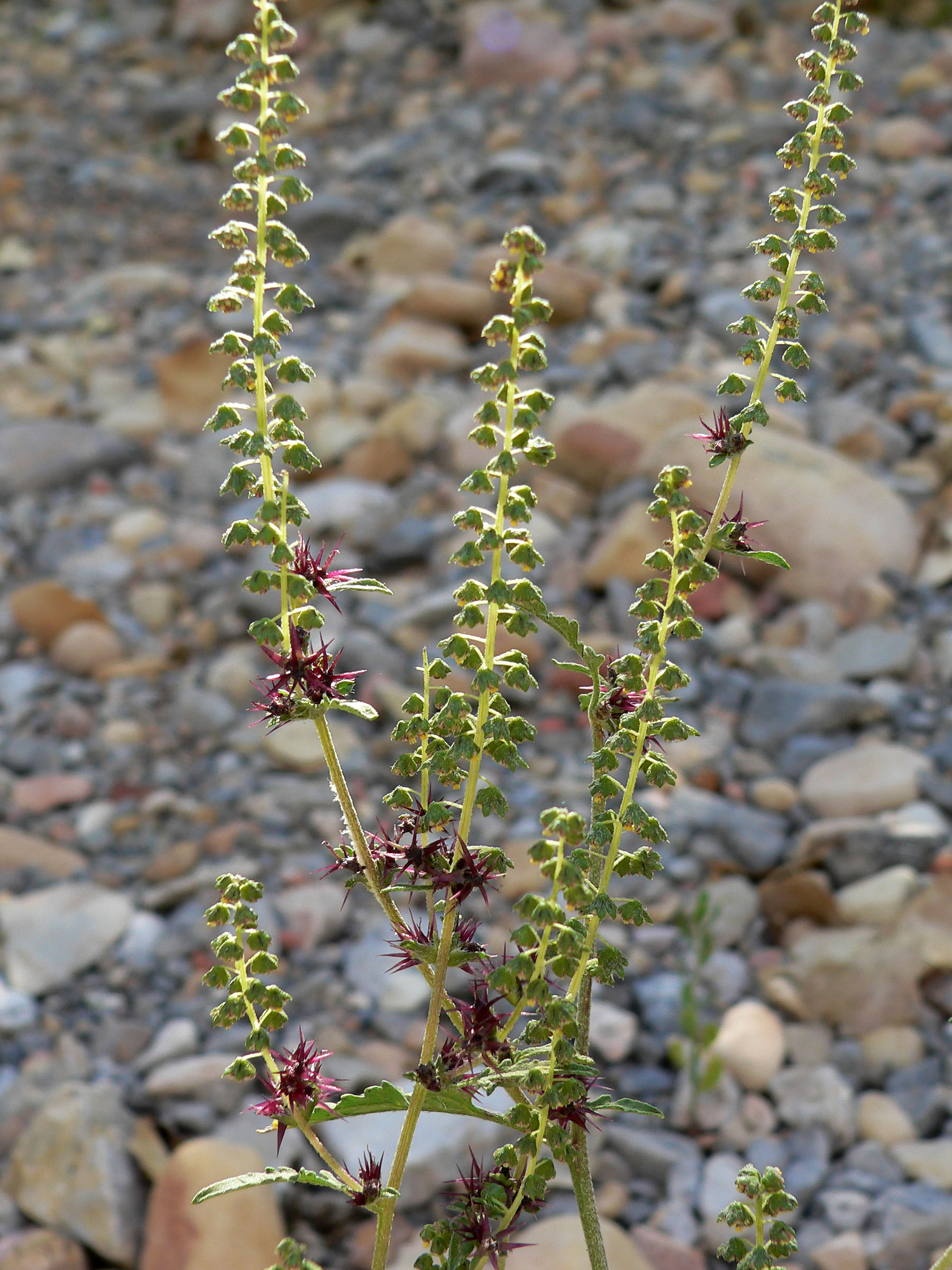
Ambrosia acanthicarpa

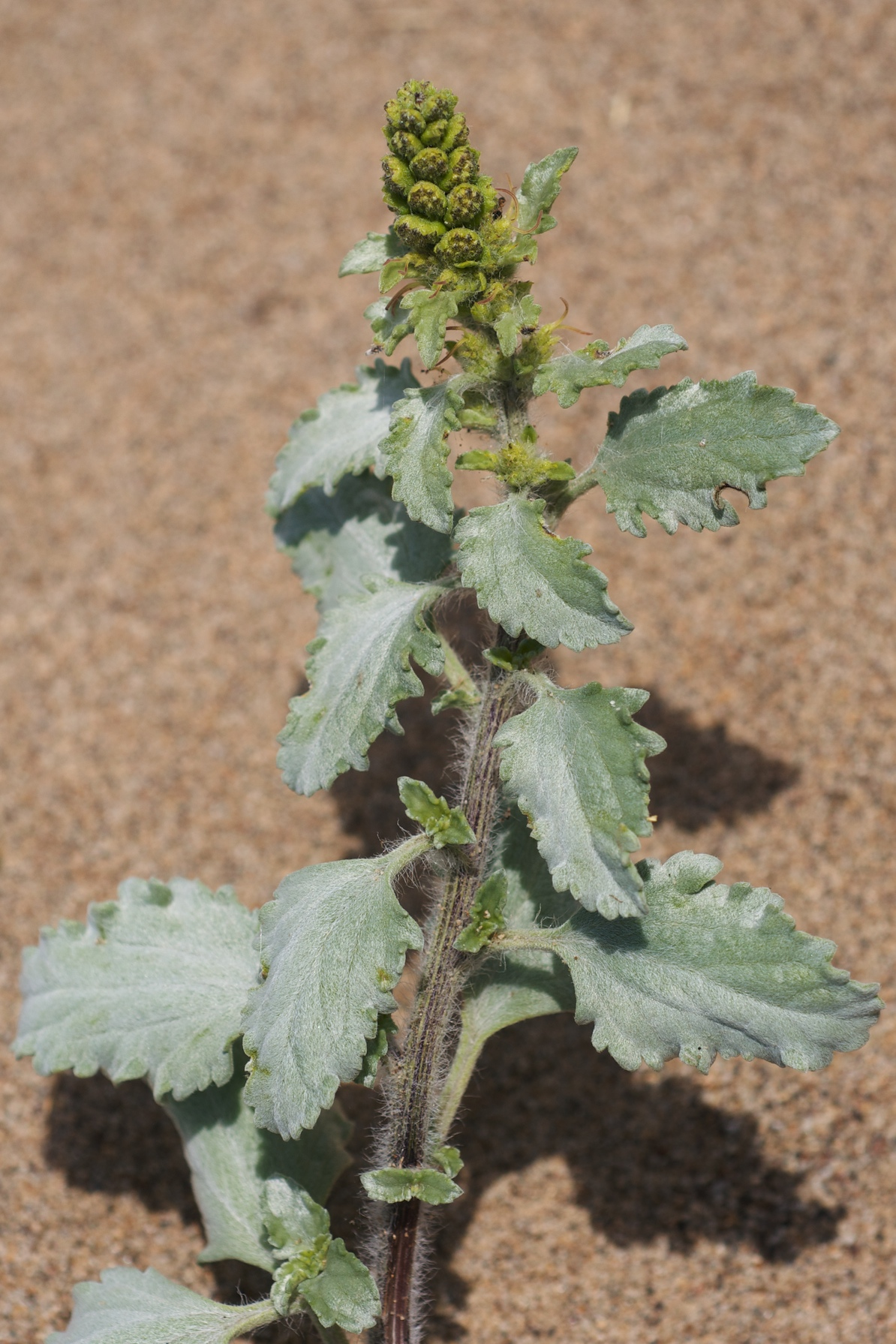
Ambrosia chamissonis

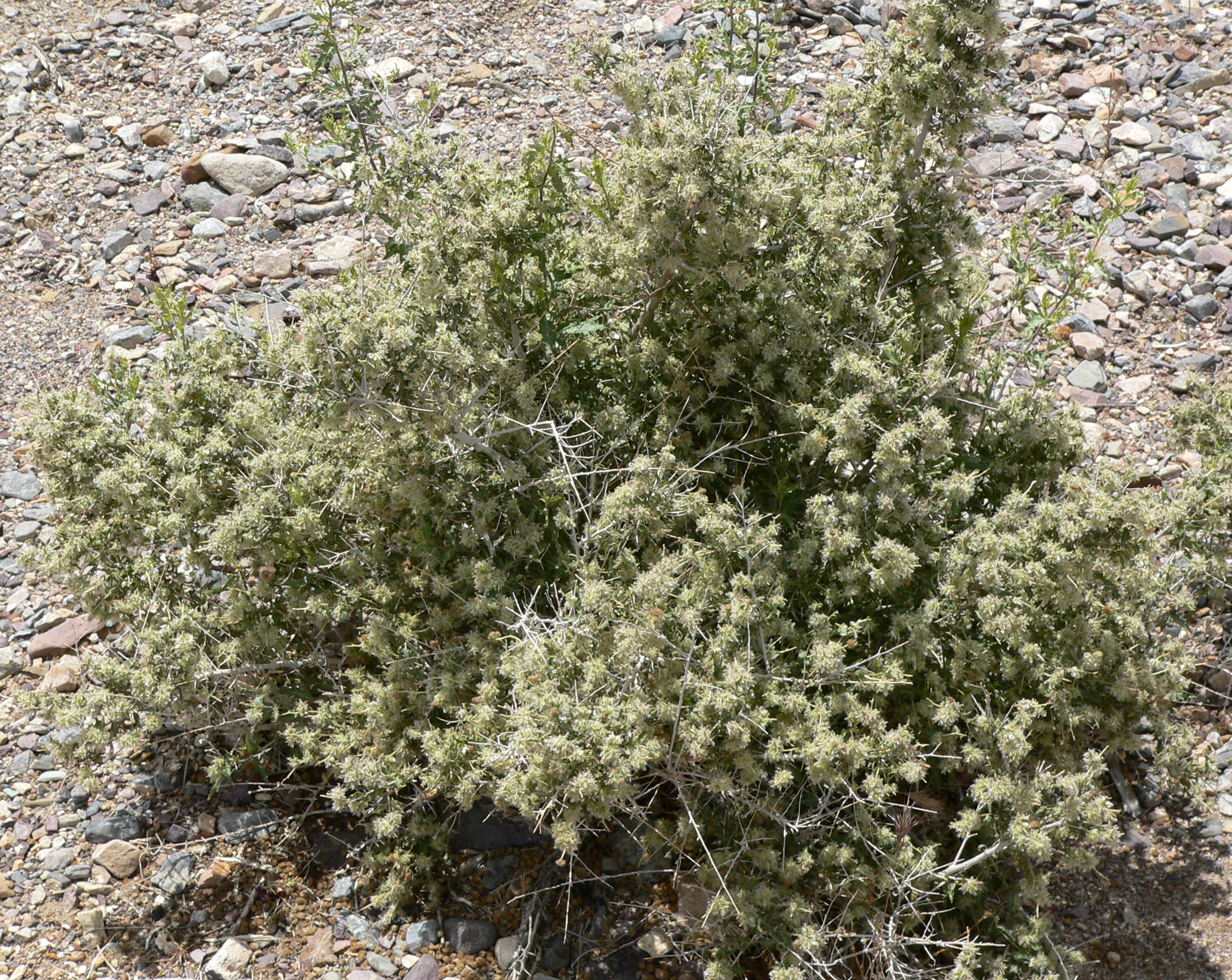
Habitus von Ambrosia eriocentra

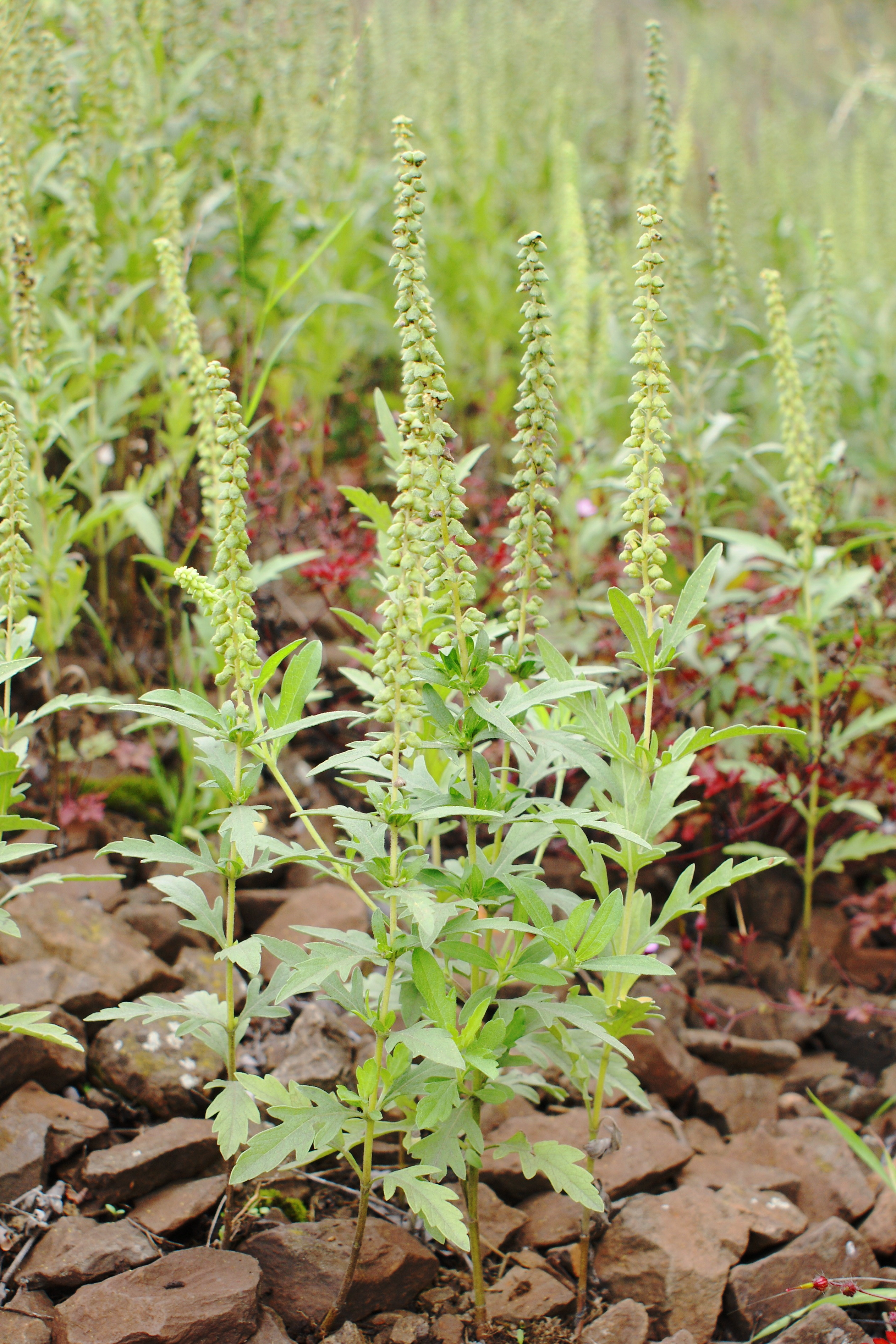
Habitus, Laubblätter und Blütenstände des Ausdauernden Traubenkrautes (Ambrosia psilostachya)

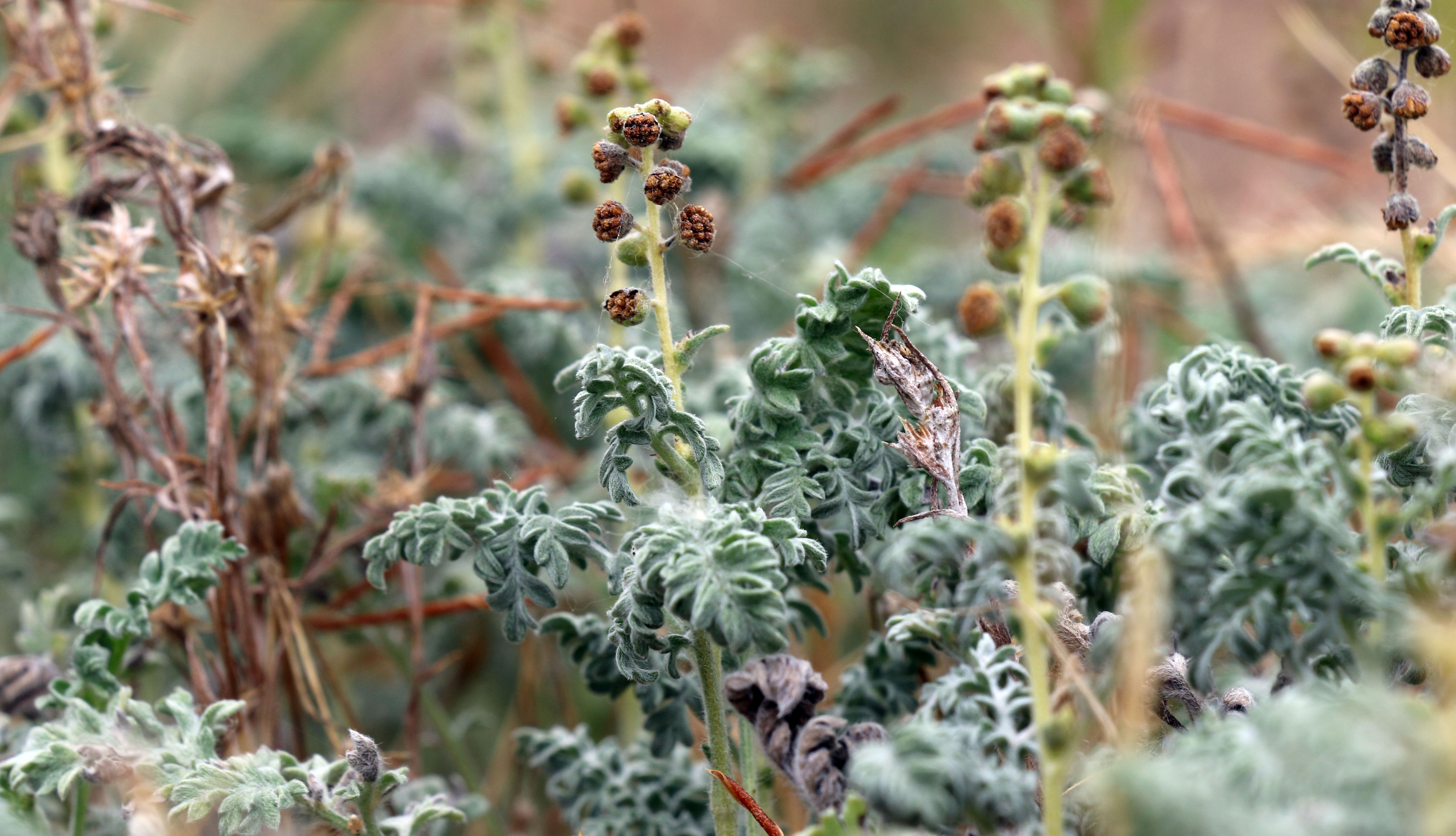
Ambrosia pumila

## Allergische Wirkung
Unter den vielen Arten der Pflanzengattung Ambrosia gilt das Beifußblättrige Traubenkraut (Ambrosia artemisiifolia) als besonders allergieauslösend. Eine Blüte kann Milliarden Pollen beinhalten, welche bereits bei geringem Körperkontakt bei etwa 10 % der Menschen eine Anaphylaxie, wie Hautirritationen oder Asthma, auslösen können. Nicht nur menschliche Unachtsamkeit, sondern auch der Klimawandel begünstigen die Verbreitung der Pflanze; sie stellt daher eine Gefahr für die Gesundheit der Bevölkerung dar. Aufgrund der hochallergenen Wirkung in Verbindung mit der schnellen Ausbreitung dieser Pflanzenart ist in der Schweiz, Italien, Frankreich und Ungarn jeder Bürger gesetzlich dazu verpflichtet, sie zu melden und außerdem zu vernichten. Zuwiderhandlungen sind mit Geldstrafen bedroht.

## Systematik und Verbreitung
Die Gattung Ambrosia wurde 1753 durch Carl von Linné aufgestellt. Der botanische Gattungsname Ambrosia ist abgeleitet vom griechischen Wort ambrotos für „unsterblich“, vergleiche Ambrosia – ἀμβροσία, „Speise der Götter“. Synonyme für Ambrosia L. sind: Franseria Cav., Gaertneria Medik., Xanthidium Delpino, Hymenoclea Torr. & A.Gray.
Die Gattung Ambrosia gehört zu Subtribus Ambrosiinae aus der Tribus Heliantheae in der Unterfamilie Asteroideae innerhalb der Familie Asteraceae.
Die (30 bis) über 40 Ambrosia-Arten sind in den gemäßigten, subtropischen bis tropischen Gebieten der Neuen Welt verbreitet. 22 Arten kommen in Nordamerika vor.
Die Gattung Ambrosia umfasst 30 bis über 40 Arten:
- Ambrosia acanthicarpa Hook.: Sie kommt im westlichen Kanada und in den westlichen und den zentralen Vereinigten Staaten vor.[3][1]
- Ambrosia acuminata (Brandegee) W.W.Payne: Sie kommt im nordwestlichen Mexiko vor.[6]
- Ambrosia ambrosioides (Cav.) W.W.Payne: Sie kommt in Arizona, Kalifornien und Mexiko vor.[3]
- Ambrosia arborescens Mill.: Sie kommt in Kolumbien, Ecuador, Bolivien und Peru vor.[3]
- Beifußblättriges Traubenkraut (Ambrosia artemisiifolia L., Syn.: Ambrosia diversifolia (Piper) Rydb.[6])
- Ambrosia artemisioides Meyen & Walp. (Syn.: Ambrosia tacorensis Meyen): Sie kommt in Peru, Bolivien und im nördlichen Chile vor.[6]
- Ambrosia bidentata Michx.: Sie kommt in den zentralen und in den östlichen Vereinigten Staaten vor.[3]
- Ambrosia bryantii (Curran) Payne: Sie kommt im mexikanischen Baja California vor.[6]
- Ambrosia camphorata (Greene) W.W.Payne (Syn.: Ambrosia bipinnatifida Greene): Sie kommt in Mexiko vor.[6]
- Ambrosia canescens A.Gray: Sie kommt in Arizona und in Mexiko vor.[6]
- Ambrosia carduacea (Greene) W.W.Payne: Sie kommt im nordwestlichen Mexiko vor.[6]
- Ambrosia chamissonis (Less.) Greene: Sie kommt in Alaska, British Columbia, Oregon, Washington, Kalifornien und Niederkalifornien vor.[1][3]
- Ambrosia cheiranthifolia A.Gray: Sie kommt in Texas und im mexikanischen Bundesstaat Tamaulipas vor.[1]
- Ambrosia chenopodiifolia (Benth.) W.W.Payne: Sie kommt in Kalifornien und in Niederkalifornien vor.[1]
- Ambrosia confertiflora DC.: Sie kommt ursprünglich in den Vereinigten Staaten und in Mexiko vor und ist in Australien ein Neophyt.[3]
- Ambrosia cordifolia (A.Gray) W.W.Payne: Sie kommt in Arizona und in den mexikanischen Bundesstaaten Sinaloa und Sonora vor.[1]
- Ambrosia cumanensis Kunth (Syn.: Ambrosia artemisiifolia var. trinitensisGriseb., Ambrosia orobanchifera Meyen, Ambrosia paniculata var. cumanensis (Kunth) O.E.Schulz, Ambrosia paniculata var. peruviana (Willd.) O.E.Schulz, Ambrosia peruviana Willd., Ambrosia psilostachya DC.): Sie ist in der Neotropis weitverbreitet.[7]
- Ambrosia deltoidea (Torr.) W.W.Payne: Sie kommt in Arizona und in Mexiko vor.[1]
- Ambrosia dentata (Cabrera) M.O.Dillon: Sie kommt in Peru vor.[6]
- Ambrosia divaricata (Brandegee) Payne: Sie kommt im nordwestlichen Mexiko vor.[6]
- Ambrosia dumosa (A.Gray) W.W.Payne: Sie kommt in den US-Bundesstaaten Kalifornien, Nevada, Arizona, Utah bis zum nordwestlichen Mexiko vor.[1]
- Ambrosia eriocentra (A.Gray) W.W.Payne: Sie gedeiht in Höhenlagen von 700 bis 1700 Metern in den US-Bundesstaaten Arizona, Kalifornien, Nevada sowie Utah.[1]
- Ambrosia flexuosa (A.Gray) W.W.Payne: Sie kommt im nordwestlichen Mexiko vor.[6]
- Ambrosia grayi (A.Nelson) Shinners: Sie kommt in den US-Bundesstaaten Colorado, Kansas, Nebraska, Oklahoma und Texas vor.[1]
- Ambrosia ×helenae Rouleau: Sie kommt vom östlichen Kanada bis zu den Vereinigten Staaten vor.[6]
- Ambrosia hispida Pursh (Syn.: Ambrosia crithmifolia DC., Ambrosia maritima Ferrero ex DC.[6]): Sie kommt in Florida, in Mexiko sowie Belize, Honduras, auf den Bahamas, auf den Cayman Islands, auf Kuba, Hispaniola, Jamaika, Puerto Rico, auf den Klainden Antillen, Guadeloupe, auf den Turks- und Caicosinseln und in Guyana vor.[7][1][3][6]
- Ambrosia ilicifolia (A.Gray) W.W.Payne: Sie kommt in Kalifornien, Arizona und Mexiko vor.[1]
- Ambrosia ×intergradiens W.H.Wagner: Diese Naturhybride kommt in den US-Bundesstaaten Michigan, Wisconsin sowie North Carolina vor.[6]
- Ambrosia johnstoniorum Henrickson: Sie kommt im mexikanischen Bundesstaat Coahuila vor.[6]
- Ambrosia linearis (Rydb.) W.W.Payne: Dieser Endemit gedeiht in Höhenlagen von 2000 bis 2100 Metern nur in Colorado.[3]
- Ambrosia magdalenae (Brandegee) W.W.Payne: Sie kommt im nordwestlichen Mexiko vor.[6]
- Ambrosia maritima L.: Sie kommt ursprünglich in Südeuropa, Ägypten, Westasien und Zypern vor und ist auf den Kapverden und im tropischen Afrika ein Neophyt.[3]
- Ambrosia microcephala DC.: Sie kommt vom nördlichen Brasilien bis Suriname und Französisch-Guayana vor.[6]
- Ambrosia monogyra (Torr. & A.Gray) Strother & B.G.Baldwin: Sie kommt in Texas, New Mexico, Arizona, Kalifornien und in Mexiko vor.[3]
- Ambrosia nivea (B.L.Rob. & Fernald) W.W.Payne: Sie kommt im mexikanischen Bundesstaat Chihuahua vor.[6]
- Ambrosia pannosa W.W.Payne: Sie kommt in Peru vor.[6]
- Ambrosia ×platyspina (Seaman) Strother & B.G.Baldwin: Sie kommt nur in Baja California Norte vor.[6]
- Ambrosia polystachya DC.: Sie kommt im östlichen und südlichen Brasilien vor.[6]
- Ausdauerndes Traubenkraut (Ambrosia psilostachya DC., Syn.: Ambrosia coronopifolia Torr. & A. Gray): Sie ist von Kanada über die USA bis Mexiko weitverbreitet. Sie kommt in Europa, Afrika, Australien, Brasilien und in Neukaledonien ein Neophyt.[3]
- Ambrosia pumila (Nutt.) A.Gray: Sie kommt in Kalifornien und in Niederkalifornien vor.[1]
- Ambrosia salsola (Torr. & A.Gray) Strother & B.G.Baldwin: Sie kommt in drei Varietäten in den US-Bundesstaaten Kalifornien, Arizona, Nevada, Utah und in Mexiko vor.[1]
- Ambrosia scabra Hook. & Arn.: Sie kommt vom südlichen Brasilien bis Argentinien vor.[6]
- Ambrosia tenuifolia Spreng.: Sie kommt ursprünglich in Bolivien, Brasilien, Paraguay, Uruguay und Argentinien vor und ist in Südeuropa, in der Türkei, im südlichen Afrika, in Mauritius, Réunion und in Australien ein Neophyt.[3]
- Ambrosia tomentosa Nutt.: Sie kommt in den westlichen und in den zentralen Vereinigten Staaten vor.[3]
- Dreispaltiges Traubenkraut (Ambrosia trifida L.): Sie ist in Nordamerika von Alaska über Kanada bis zu den USA weitverbreitet und kommt im mexikanischen Bundesstaat Chihuahua vor.[1] Sie ist in Eurasien ein Neophyt.[3]
- Ambrosia velutina O.E.Schulz: Sie kommt in Kuba und auf Hispaniola vor.[6]